# Штёгер, Кевин
Ке́вин Штёгер (нем. Kevin Stöger; род. 27 августа 1993[…], Штайр, Верхняя Австрия) — австрийский футболист, полузащитник мёнхенгладбахского клуба «Боруссия» и сборной Австрии.

## Клубная карьера
Штёгер — воспитанник клубов «Штайр», «Рид» и «Штутгарт». В июле 2013 года на правах аренды стал игроком «Кайзерслаутерн». 12 августа в матче против «Гройтер Фюрт» Штёгер дебютировал за «красных дьяволов». 4 мая 2014 года в поединке против «Динамо Дрезден» он забил дебютный гол во второй Бундеслиге.
26 августа 2015 года Штёгер стал игроком «Падерборн 07». 29 июля в матче против «Арминии» он дебютировал за новый клуб. 4 декабря во встрече против «Нюрнберга» полузащитник забил первый гол за «Падерборн 07».
Летом 2016 года на правах свободного агента перешёл в «Бохум». 6 августа в матче против «Унион Берлин» Кевин провёл первый матч за новый клуб. 16 сентября в поединке против «Нюрнберга» полузащитник отметился дебютный голом за команду. В мае 2018 года после травмы крестообразной связки перешёл в Фортуну (Дюссельдорф).
В октябре 2020 года на правах свободного агента перешёл в «Майнц 05». 18 января в матче против «Вердера» Штёгер дебютировал за новую команду.